# Campeãs nacionais
Os campeões nacionais são corporações privadas,  que, devido a uma política governamental, recebem uma posição dominante em uma economia nacional. Nesse sistema, espera-se que essas grandes organizações não apenas busquem lucro, mas também "promovam os interesses da nação"; o governo define políticas que favorecem essas organizações. A política é praticada por muitos governos, em alguns setores mais do que em outros (como o de defesa), mas, ao oferecer uma vantagem injusta contra a concorrência do mercado, a política promove o nacionalismo econômico internamente e a preeminência global no exterior, contrariando o livre mercado. A política também impede ou desencoraja o capital de risco.
Sendo a política a forma coletiva da desigualdade de oportunidades, ela é inconciliável com o paradigma da economia neoliberal (ou “laissez faire”). Foi uma parte importante da política dirigista da França de 1945 – 1975.

## Definição
No âmbito de uma política de campeões nacionais, os governos esperam que uma empresa nacional ou um oligopólio de tais empresas, normalmente em sectores estratégicos (quer sejam privadas ou patrocinadas pelo Estado), procurem obter lucros e "promover os interesses da nação". Esta política é praticada ou aceite por todos os países em determinados sectores (tipicamente a defesa e segurança nacionais e a impressão de papel-moeda e, muitas vezes, na investigação e desenvolvimento filantrópicos, realizando ou subsidiando novas tecnologias e através dos institutos nacionais que produzem inovações comercializáveis).
Ao permitir às empresas um monopólio real ou aparente devido à fusão de empresas e à supressão ativa ou apoiada da concorrência no mercado nacional e estrangeiro, esta política funciona, com o tempo, como uma forma de nacionalismo econômico, uma vez que é contrária ao livre mercado e ao reforço da inovação.
Sendo esta política uma forma de desigualdade de oportunidades forçada, é inconciliável com o paradigma da economia liberal defendido pelo economista do século XVIII Adam Smith, considerado o pai intelectual do capitalismo moderno.

## Campeãs nacionais europeias
Os académicos citam frequentemente o dirigismo gaullista pós-Segunda Guerra Mundial em França como o auge da política de campeões nacionais. Outros exemplos incluem a criação da British Steel Corporation pelo Reino Unido, que adquiriu as 14 maiores empresas siderúrgicas nacionais do país em 1967. O exemplo britânico prototípico foi a criação da Imperial Chemical Industries (ICI) em 1926, formada a partir da fusão de quatro empresas com o apoio do governo britânico: na década de 1960, esta política foi prosseguida no Reino Unido, a fim de concentrar o capital e criar empresas que pudessem efetuar os grandes investimentos de capital e estabelecer a produção em grande escala necessária para explorar as economias de escala e de escopo, com outros exemplos, incluindo a General Electric Company (GEC) e a British Leyland. A política foi abandonada pelo governo de Margaret Thatcher no final da década de 1970, mudando para uma estratégia mais laissez-faire com o objetivo de maximizar o investimento estrangeiro. Em 2005, todos os "campeões nacionais" britânicos eram propriedade estrangeira, com exceção dos sectores aeroespacial (BAE Systems e Rolls-Royce Holdings) e farmacêutico (GlaxoSmithKline e AstraZeneca).
O risco inerente a este tipo de políticas é exemplificado pelas contestações infrutíferas ao período de domínio da IBM no mercado dos computadores inovadores por parte da ICL do Reino Unido, da Bull de França e da Olivetti de Itália durante a década de 1970. No entanto, nos últimos anos, tem-se verificado que é possível vencer desafios bem sucedidos e compensadores, como é o caso do campeão europeu dos aviões, a Airbus, e do campeão chinês dos comboios, a CRRC.

## Campeãs nacionais chinesas
Para apoiar a promoção agressiva de Jiang Zemin do investimento estrangeiro direto no estrangeiro como parte da "saída", o Conselho de Estado da China reuniu uma equipa de 120 grupos industriais detidos pelo Estado para serem campeões nacionais entre 1991 e 1997. As campeãs nacionais estatais receberam elevados níveis de proteção, apoio financeiro estatal, aconselhamento político e apoio governamental para operarem em ambientes estrangeiros, bem como direitos especiais de autonomia de gestão, retenção de lucros e decisões de investimento. O governo chinês também promove parcerias entre investidores estrangeiros e os campeões nacionais da China. Para além da CRRC, são exemplos notáveis de campeões nacionais chineses a Huawei, o Banco da China e a Sinopec. Em consonância com a Nova Rota da Seda, a "saída" dos campeãs nacionais continua a ser uma prioridade do governo chinês.
Durante o mandato do líder chinês Xi Jinping, a China incentivou as fusões das suas empresas públicas, motivada pelo desejo de criar campeões nacionais maiores e mais competitivos, com uma maior quota de mercado global, reduzindo a concorrência de preços entre as empresas públicas no estrangeiro e aumentando a integração vertical.
A China tem promovido os seus campeões nacionais de forma particularmente forte desde 2017, com destaque para os campeões nacionais no sector da tecnologia.
Os campeões nacionais de propriedade estatal em sectores estratégicos não financeiros, como a energia, a aviação civil, as infra-estruturas e os minerais estratégicos, são supervisionados pela Comissão de Supervisão e Administração dos Activos de Propriedade Estatal do Conselho de Estado (SASAC).

## Renovação russa
Esta política é evidente de várias formas no século XXI: A Rússia é o seu expoente máximo no G20 mundial. Outros exemplos são a fusão da E.ON com a Ruhrgas, apoiada pelo governo alemão em 2000, ou a fusão da GDF com a Suez, apoiada pelo governo francês em 2008.
O Presidente russo Vladimir Putin fez dos "campeões nacionais" um eixo central da sua política. O conceito foi introduzido por Putin na sua dissertação de 1997 "Planeamento Estratégico da Reprodução das Bases de Recursos". Putin, por sua vez, terá tirado a ideia de um livro de texto dos analistas da Universidade de Pittsburgh, William King e David Cleland. Mais tarde, Putin desenvolveu o assunto num artigo publicado em 1999 no Journal of the St. Petersburg Mining Institute.
Charles de Gaulle também havia defendido ideias semelhantes quando era presidente da França na década de 1950.

### Integração vertical
Em sua dissertação, Putin escreveu: "O processo de reestruturação da economia nacional deve ter o objetivo de criar as empresas mais eficazes e competitivas nos mercados doméstico e mundial."
O artigo de Putin de 1999 propõe que o Estado regulamente e desenvolva o setor de recursos naturais por meio da criação de empresas com vínculos estreitos com o poder vertical, tornando-as grandes o suficiente para competir com as multinacionais. Essas empresas se tornariam "campeãs nacionais", representando o interesse do Estado no comércio internacional.
É provável que a maioria dos campeões nacionais seja detida em 50% ou mais pelo governo russo, mas não há razão para que empresas predominantemente privadas não possam também atuar como campeãs nacionais, desde que recebam a orientação e a pressão corretas.

### Promoção dos interesses nacionais
Em vez de permitir que as corporações controladas por oligarcas do país se concentrem exclusivamente na obtenção de lucros, Putin propôs que elas fossem usadas para promover os interesses nacionais do país, sugerindo que a Rússia recuperasse alguns dos ativos que foram privatizados durante o governo de Yeltsin e os integrasse verticalmente em conglomerados industriais para que pudessem competir melhor com as corporações multinacionais ocidentais.

Independentemente de quem seja o proprietário legal dos recursos naturais do país e, em particular, dos recursos minerais, o Estado tem o direito de regular o processo de seu desenvolvimento e uso. O Estado deve agir de acordo com os interesses da sociedade como um todo e dos proprietários individuais, quando seus interesses entrarem em conflito entre si e quando precisarem da ajuda dos órgãos de poder do Estado para chegar a um acordo quando seus interesses entrarem em conflito.— Vladimir Putin
Um exemplo do conceito é que as empresas de energia, como a Gazprom, devem manter os preços baixos dentro da Rússia, como uma forma de subsídio para o público, e apenas buscar o lucro máximo em países estrangeiros.